# Іванчіна
Іванчіна (словац. Ivančiná) — село, громада округу Турчянське Тепліце, Жилінський край. Кадастрова площа громади — 3.54 км².
Населення 80 осіб (станом на 31 грудня 2018 року).

## Історія
Іванчіна згадується 1248 року.

## Географія
Протікають Чепчинський потік й Іванчинський потік.

## Населення
| Рік:            | 1994. | 2004.   | 2014.   | 2024.   |
| --------------- | ----- | ------- | ------- | ------- |
| Кількість осіб: | 91    | 97      | 92      | 93      |
| Різниця:        |       | +6,59 % | -5,15 % | +1,08 % |

| Рік:            | 2023. | 2024.   |
| --------------- | ----- | ------- |
| Кількість осіб: | 90    | 93      |
| Різниця:        |       | +3,33 % |